# Уткин, Альберт Михайлович
Альберт Михайлович Уткин (род. 18 мая 2006, Тольятти, Самарская область) — российский хоккеист, вратарь.

## Биография
Воспитанник тольяттинской «Лады», в 2021 году перешёл в магнитогорский «Металлург», с сезона 2023/24 — игрок команды МХЛ «Стальные лисы». 15 марта 2025 года в домашнем матче против «Куньлунь Ред Стар» (7:1) дебютировал за «Металлург» в КХЛ — вышел почти за семь минут до конца третьего периода и отразил два броска.